# Păsăreni
Păsăreni [ˈpəsərenʲ] (veraltet Mădăraș; ungarisch Backamadaras oder auch Madaras) ist eine Gemeinde im Kreis Mureș in der Region Siebenbürgen in Rumänien.

## Geographische Lage

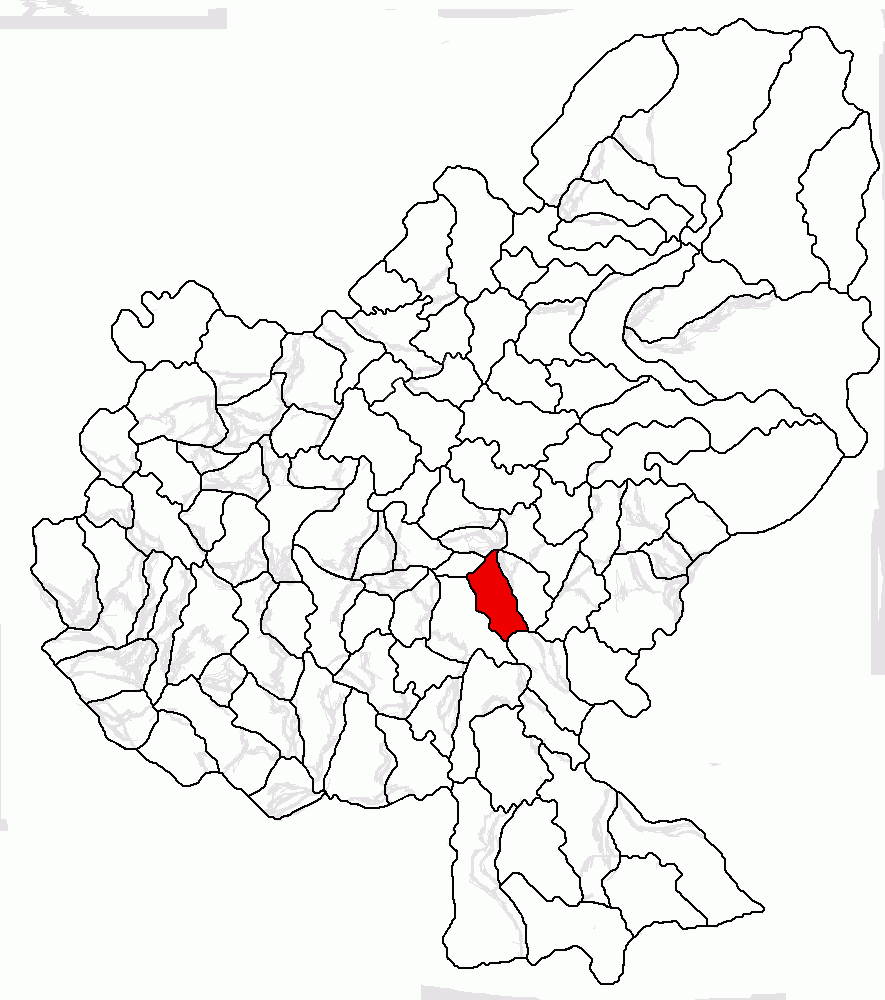
Lage der Gemeinde Păsăreni im Kreis Mureș

Die Gemeinde Păsăreni liegt nördlich des Kokeltals (Podișul Târnavelor) im südlichen Teil des Kreises Mureș im so genannten Țara Morcovilor (Karottenland). Am Niraj, ein linker Nebenfluss des Mureș (Mieresch) und der Kreisstraße (Drum județean) DJ 151D (6 km westlich der DN13) befindet sich der Ort Păsăreni 18 Kilometer südöstlich von der Kreishauptstadt Târgu Mureș (Neumarkt am Mieresch) entfernt.
Bis etwa 2010 verkehrte auf dem Areal der Gemeinde eine Schmalspurbahn der ursprünglichen Schmalspurstrecke von Cristești nach Sovata (Szováta).

## Geschichte
Der Ort Păsăreni, von Szekler gegründet, wurde 1392 erstmals urkundlich erwähnt. Im Mittelalter wurde im Ort eine reformierte Kirche; 1733 eine orthodoxe Kirche errichtet. Die reformierte 1818 erneuert.
Eine Besiedlung des Ortes Păsăreni, auf dem Areal von den Einheimischen genannt Comori (ungarisch Kincses) und im eingemeindeten Dorf Gălățeni (ungarisch Szentgerice) auf dem Areal genannt Gyepüszegárka, geht bis in die Bronzezeit zurück. Die archäologischen Funde, welche auf dem Gebiet Păsărenis gefunden wurden, befinden sich im Museum der Stadt Aiud (Straßburg am Mieresch).
Im Königreich Ungarn gehörte die heutige Gemeinde dem Stuhlbezirk Maros alsó („Unter-Maros“) im Komitat Maros-Torda, anschließend dem historischen Kreis Mureș und ab 1950 dem heutigen Kreis Mureș an.
In ihrer heutigen Zusammensetzung besteht die Gemeinde Păsăreni erneut seit 1990. Mit einer kurzen Unterbrechung zwischen Juni 1989 bis Januar 1990 gehörten die Orte der Gemeinde Gălești (Gallendorf) an.

## Bevölkerung
Die Bevölkerung der Gemeinde Păsăreni entwickelte sich wie folgt:
| 1850 | 1.975 | 354 | 1.563 | - | 58  |
| 1920 | 2.474 | 814 | 1.651 | - | 9   |
| 1956 | 2.836 | 276 | 2.521 | 2 | 37  |
| 2002 | 1.920 | 114 | 1.618 | - | 188 |
| 2011 | 1.919 | 102 | 1.535 | 2 | 280 |
| 2021 | 1.758 | 42  | 1.280 | 2 | 434 |

Seit 1850 wurde auf dem Gebiet der heutigen Gemeinde die höchste Einwohnerzahl und gleichzeitig die der Magyaren 1956 registriert. Die höchste Einwohnerzahl der Rumänen wurde 1920, die der Roma (327) 2021 und die der Rumäniendeutschen (12) wurde 1910 ermittelt.

## Sehenswürdigkeiten
- Im Gemeindezentrum die orthodoxe Kirche,[10] 1733 errichtet,[5] die die reformierte Kirche[11] und die römisch-katholische Kirche.[12]
- Im eingemeindeten Dorf Gălățeni die unitarische Kirche im 15. Jahrhundert errichtet, steht unter Denkmalschutz.[6] Die Kirche hat eine Kassettendecke von 1670 mit 88 Kassetten mit Blumenmustern.[5]

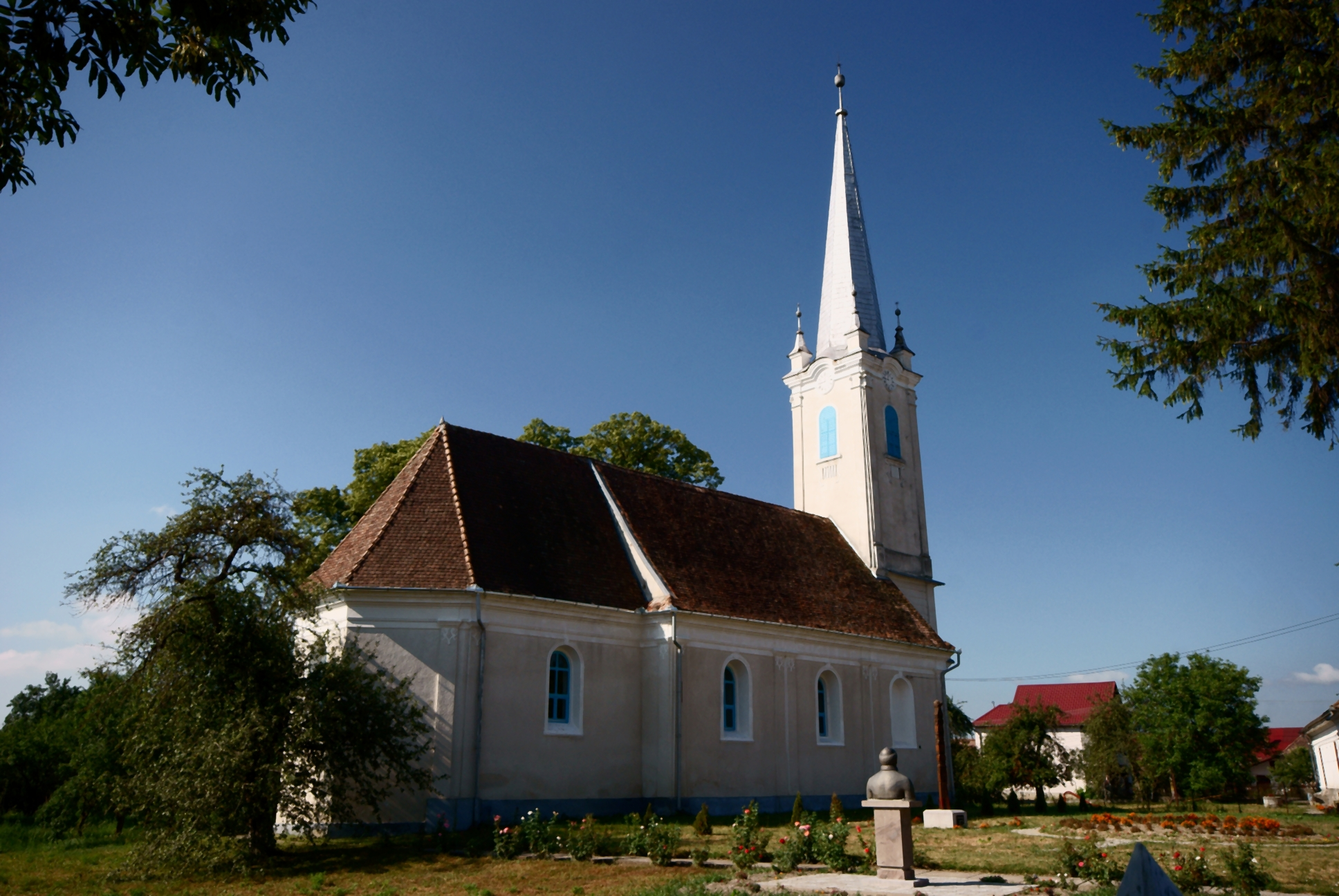
Reformierte Kirche in Păsăreni
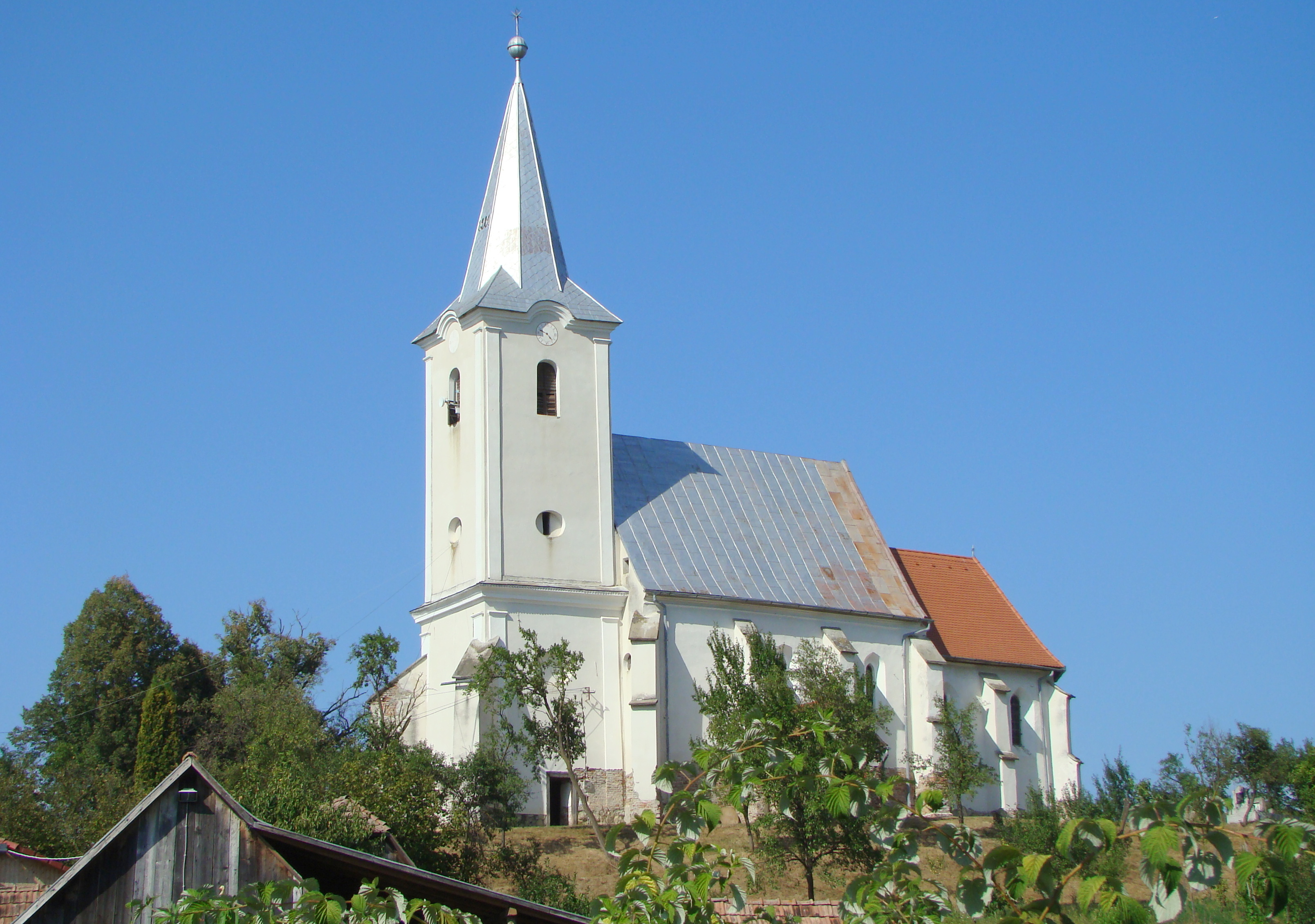
Unitarische Kirche in Gălățeni
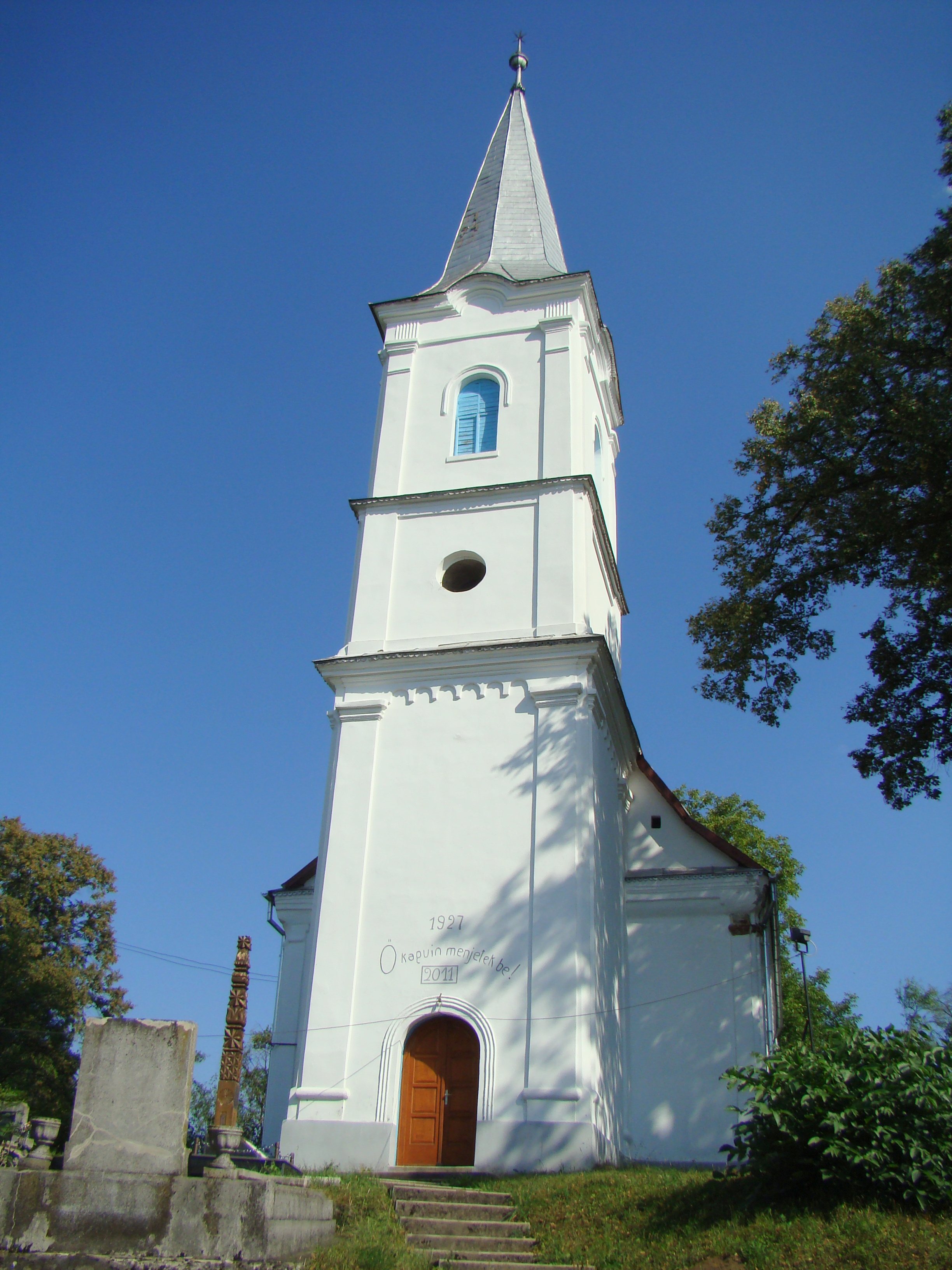
Reformierte Kirche in Gălățeni

## Persönlichkeiten
- Elek Jakab (1820–1879), geboren in Gălățeni, war ein ungarischer Historiker.[13]